# NGC 6265
NGC 6265 је лентикуларна галаксија у сазвежђу Херкул која се налази на NGC листи објеката дубоког неба.
Деклинација објекта је + 27° 50' 41" а ректасцензија 16h 57m 29,0s. Привидна величина (магнитуда) објекта NGC 6265 износи 14,5 а фотографска магнитуда 15,5. NGC 6265 је још познат и под ознакама UGC 10624, MCG 5-40-11, CGCG 169-17, NPM1G +27.0547, PGC 59315.